# ترودوو
ترودوو (به لاتین: Trudovo}} یک منطقهٔ مسکونی در صربستان است که در Nova Varoš واقع شده‌است.

## خصوصیات
ترودوو ۹۲ نفر جمعیت دارد.